# シピリ・ファラテア
シピリ・ファラテア（Sipili Falatea、1997年6月6日 - ）は、トップ14ユニオン・ボルドー・ベグルに所属するラグビー選手。

## プロフィール
- ウォリス・フツナレヴァ出身[1]。
- ポジションはプロップ(PR)。
- 身長 184cm、体重 116kg
- フランス代表キャップは14（2024年2月現在）でラグビーワールドカップ2023のフランス代表に選ばれた[2]。

## 略歴
ASMクレルモン・オーヴェルニュを経て、2022年、ユニオン・ボルドー・ベグルに加入。